# دورجپالامین نارمانداخ
دورجپالامین نارمانداخ (مغولی: Доржпаламын Нармандах؛ زادهٔ ۱۸ دسامبر ۱۹۷۵) جودوکار اهل مغولستان بود.